# Eurovision Song CZ 2022
Der 4. Eurovision Song CZ fand am 16. Dezember 2021 statt und war der tschechische Vorentscheid für den Eurovision Song Contest 2022 in Turin (Italien). Wie schon zuvor, fand die Vorentscheidung auch dieses Mal komplett online statt.

## Format

### Konzept
Am 20. August 2021 bestätigte die öffentlich-rechtliche Fernsehanstalt Česká televize (ČT) Tschechiens Teilnahme am Eurovision Song Contest 2022.
Lange Zeit war es unklar, ob die Vorentscheidung überhaupt stattfinden werde. Denn beim Einreichen der Beiträge behielt sich ČT vor, dass die Teilnahme Tschechiens am ESC 2022 jederzeit abgesagt werden könnte und die Vorentscheidung damit auch abgesagt werden könnte. Am 13. Oktober 2021 gab ČT aber bekannt, dass die Vorentscheidung erneut online stattfinden werde. Anders als zuvor wird die Abstimmung aber zu 50 % über eine internationale Jury entschieden, während 25 % des Endergebnisses von einer internationalen online Abstimmung über die Eurovision-App bestimmt wird. Die verbleibenden 25 % werden von einer rein tschechischen online Abstimmung entschieden. Ebenfalls werden dieses Mal aufgenommene Auftritte als Entscheidungsgrundlage genommen statt Musikvideos wie in den vorherigen drei Ausgaben der Vorentscheidung. Der Sieger der Online-Abstimmung sollte am 16. Dezember 2021 bekanntgegeben werden. Durch das frühe Datum sollte genügend Zeit vorhanden sein um am Auftritt für den ESC 2022 arbeiten zu können.

### Beitragswahl
Vom 16. September 2021 bis zum 30. September 2021 konnten Beiträge bei ČT eingereicht werden. Die Komponisten der Lieder konnten frei nach ihrer Nationalität Lieder einreichen, allerdings muss der Interpret die tschechische Staatsbürgerschaft besitzen. Später gab ČT bekannt, dass sie über 150 Beiträge erhalten haben und damit fast genauso viele wie 2020. Eine Jury wählte die besten Beiträge aus und gab den Interpreten bis zum 20. Oktober 2021 per E-Mail Bescheid, ob sie ausgewählt wurden oder nicht.

## Teilnehmer
Am 6. Dezember 2021 um 13:00 Uhr (MEZ) hatte der Fernsehsender ČT im Rahmen einer Pressekonferenz die Interpreten und deren Beiträge vorgestellt. Elis Mraz kehrt als einzige Teilnehmerin zum Wettbewerb zurück, nachdem sie 2020 den zweiten Platz zusammen mit Čis T belegte.

## Finale
Der Sieger der tschechischen Vorentscheidung wurde am 16. Dezember 2021 bekanntgegeben.
| Platz | Interpret                 | Lied Musik (M) und Text (T)                                                                   | Sprache               | Übersetzung (Inoffiziell) | Jury    | Jury   | Zuschauerstimmen (Tschechien) | Zuschauerstimmen (Eurovision-App) | Gesamt |
| Platz | Interpret                 | Lied Musik (M) und Text (T)                                                                   | Sprache               | Übersetzung (Inoffiziell) | Stimmen | Punkte | Zuschauerstimmen (Tschechien) | Zuschauerstimmen (Eurovision-App) | Gesamt |
| ----- | ------------------------- | --------------------------------------------------------------------------------------------- | --------------------- | ------------------------- | ------- | ------ | ----------------------------- | --------------------------------- | ------ |
| 1.    | We Are Domi               | Lights Off M/T: We Are Domi                                                                   | Englisch              | Lichter aus               | 120     | 12     | 3                             | 6                                 | 21     |
| 2.    | Elis Mraz                 | Imma Be M/T: Elis Mraz                                                                        | Englisch              | Aber sei                  | 92      | 10     | 5                             | 2                                 | 17     |
| 3.    | GIUDI                     | Jezinky M: Ecson Waldes; T: Amelie Siba, Jitka Martiriggiano, Joshua Banwell                  | Englisch, Tschechisch | Zungen                    | 69      | 6      | 4                             | 5                                 | 15     |
| 4.    | Jordan Haj & Emma Smetana | By Now M/T: Jordan Haj                                                                        | Englisch              | Inzwischen                | 49      | 3      | 6                             | 3                                 | 12     |
| 4.    | Skywalker                 | Way Down M: Damian Kucera; T: Skywalker, Lucas Woodland                                       | Englisch              | Abstieg                   | 69      | 6      | 2                             | 4                                 | 12     |
| 6.    | Annabelle                 | Runnin‘ Out of F* Time M: fiedlerski, Filip Vlček; T: Annabelle, Marcel Procházka, Tom Oehler | Englisch              | Die verdammte Zeit läuft  | 84      | 8      | 1,5                           | 1,5                               | 11     |
| 7.    | The Valentines            | Stay or Go M: Honza Doležal, Filip Vlček; T: Honza Doležal                                    | Englisch              | Bleib oder geh            | 57      | 4      | 1                             | 1                                 | 6      |

### Juryvoting
| Interpret | Lied                   | ET | NO | SI | PR | RS | FI | UA | IS | SW | VK | IR | IR | Gesamt |
| --- | ---------------------- | -- | -- | -- | -- | -- | -- | -- | -- | -- | -- | -- | -- | ------ |
| We Are Domi | Lights Off             | 12 | 12 | 4  | 12 | 10 | 4  | 12 | 12 | 12 | 10 | 10 | 10 | 120    |
| Elis Mraz | Imma Be                | 8  | 10 | 12 | 6  | 12 | 10 | 4  | 4  | 6  | 8  | 6  | 6  | 92     |
| Annabelle | Runnin‘ Out of F* Time | 6  | 2  | 10 | 8  | 3  | 6  | 10 | 3  | 8  | 12 | 12 | 4  | 84     |
| GIUDI | Jezinky                | 2  | 8  | 2  | 3  | 4  | 12 | 6  | 10 | 10 | 2  | 8  | 2  | 69     |
| Skywalker | Way Down               | 3  | 3  | 8  | 10 | 8  | 8  | 8  | 8  | 4  | 4  | 2  | 3  | 69     |
| The Valentines | Stay or Go             | 10 | 4  | 6  | 2  | 2  | 3  | 3  | 6  | 3  | 3  | 3  | 12 | 57     |
| Jordan Haj & Emma Smetana | By Now                 | 4  | 6  | 3  | 4  | 6  | 2  | 2  | 2  | 2  | 6  | 4  | 8  | 49     |
| Jury-Punktesprecher |                        |    |    |    |    |    |    |    |    |    |    |    |    |        |
| - – Victor Crone - – TIX - – Maraaya - – The Black Mamba - – Manizha - – Blind Channel - – Go A - – Daði Freyr - – Gjon’s Tears - – Jay Aston - – Paul Harrington - – Charlie McGettigan |                        |    |    |    |    |    |    |    |    |    |    |    |    |        |